# Kazimierz Aleksander Gzowski

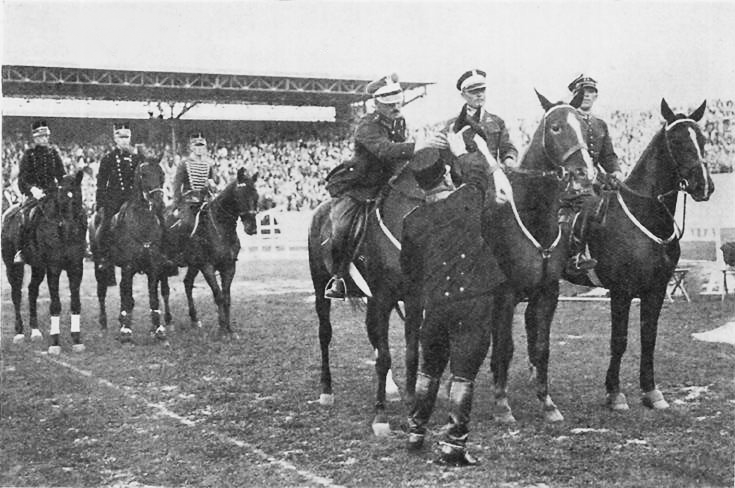
Olimpiada w Amsterdamie 1928. Na pierwszym planie ekipa polska (od lewej): Kazimierz Szosland, Michał Woysym-Antoniewicz, Kazimierz Gzowski

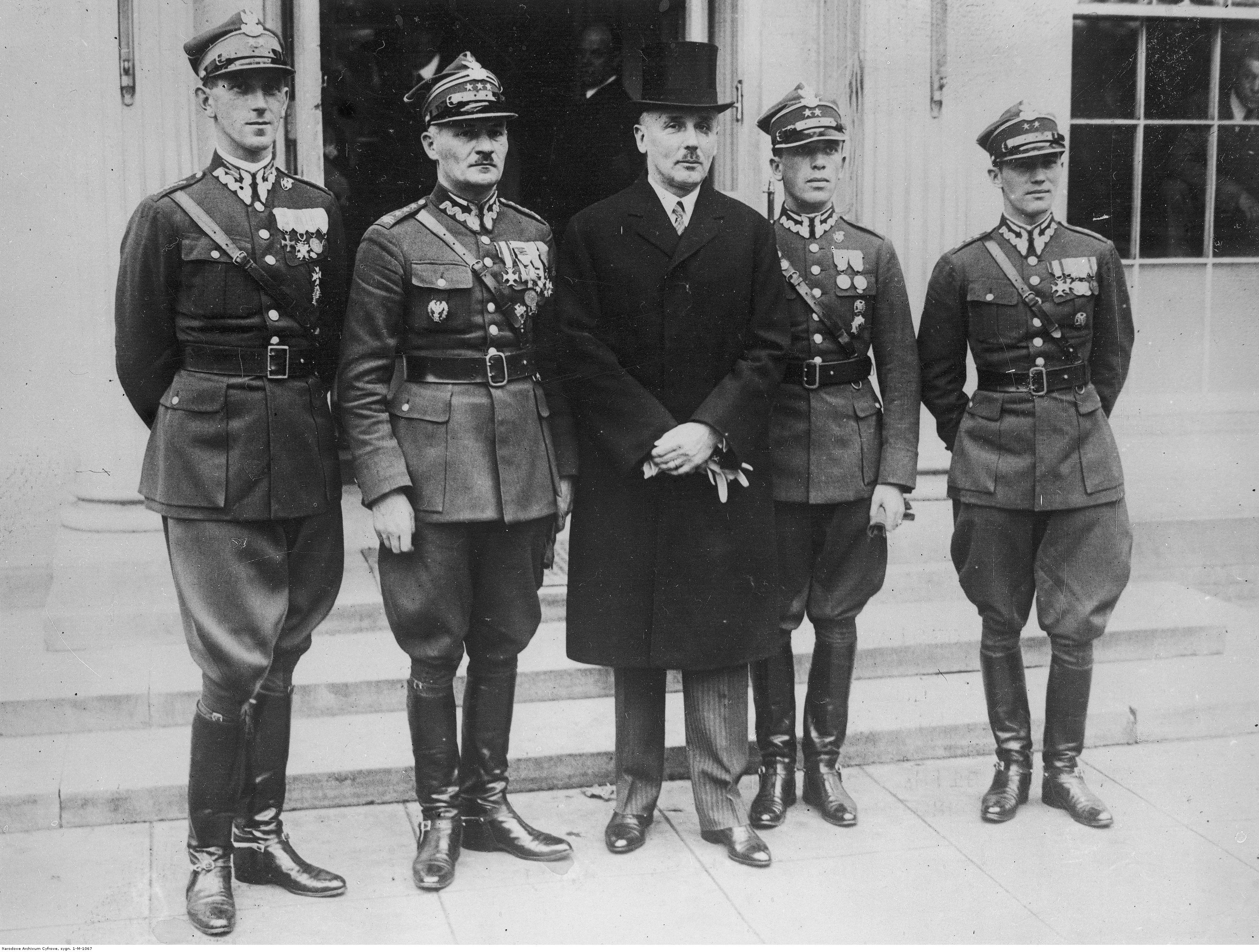
Polska ekipa na Zawody Hippiczne o "Puchar Narodów" w Nowym Jorku 1929 – Kazimierz Gzowski 2. z prawej

Kazimierz Aleksander Gzowski (ur. 25 września?/8 października 1901 w Summach (gubernia charkowska), zm. 25 czerwca 1986 w Londynie) – rotmistrz Wojska Polskiego, medalista olimpijski w jeździectwie.

## Życiorys
W czasie I wojny światowej walczył w armii rosyjskiej, od 1919 w Wojsku Polskim. Po ukończeniu Szkoły Podchorążych i Centrum Wyszkolenia Kawalerii został oficerem w 15 Pułku Ułanów Poznańskich w Poznaniu.
Wziął udział w Igrzyskach Olimpijskich w Amsterdamie 1928, gdzie indywidualnie zajął 4-5 miejsce w skokach przez przeszkody, w drużynie (wraz z Michałem Antoniewiczem i Kazimierzem Szoslandem) zdobył srebrny medal.
Z dniem 30 kwietnia 1935 przeniesiony został w stan spoczynku, w stopniu porucznika. Wziął jednak udział w wojnie obronnej 1939 r. Od listopada 1939 przebywał we Francji, gdzie został dowódcą kompanii dowodzenia 2 Pułku Grenadierów. Po wojnie został na emigracji.

## Awanse
- porucznik - ze starszeństwem z 1 października 1920[5]
- rotmistrz - ?

## Ordery i odznaczenia
- Srebrny Krzyż Zasługi (18 marca 1932)[6]